# 張纘
張 纘（ちょう さん、499年 - 549年）は、南朝梁の文人・官僚・政治家。字は伯緒。本貫は范陽郡方城県。煬愍蕭皇后・蕭璟・蕭瑀の母方の祖父。

## 経歴
張弘策の三男として生まれた。後に家を出て従伯父の張弘籍（張穆之の子）の後を嗣いだ。武帝の四女の富陽公主を妻に迎え、駙馬都尉に任じられ、利亭侯に封じられた。張纘は学問を好み、兄の張緬の所有する1万巻あまりの書物を昼夜に開いて読み、書巻を手放すことがほとんどないほどであった。
国子生として召し出され、秘書郎を初任とした。秘書郎の官は100日足らずで他の職に転任するのが通例であったが、張纘は強く希望して転任せず、閣内の図書古籍を全て読もうとした。数年後に太子舎人に転じ、さらに太子洗馬や太子中舎人を歴任して、いずれも東宮の記録を管掌した。
張纘は王錫と名声を等しくした。普通初年に劉善明が北魏の使節として建康にやってくると、張纘に面会を求めた。張纘は太尉諮議参軍や尚書吏部郎を歴任し、まもなく長兼侍中となったため、当時の人はその早い栄達を噂した。裴子野は張纘を重んじて忘年の交を結んだ。
大通元年（527年）、華容公蕭歓の長史として出向し、琅邪郡と彭城郡の2郡国の事務を代行した。大通2年（528年）、華容公北中郎長史・南蘭陵郡太守に転じ、貞威将軍の号を加えられ、北中郎府と南徐州の事務を代行した。大通3年（529年）、入朝して度支尚書となったが、母が死去したため職を辞して喪に服した。喪が明けると、呉興郡太守として出向した。大同2年（536年）、建康に召還されて吏部尚書となった。張纘は官僚の人事をつかさどる職任にあって、権門の意向に左右されない任用をおこなったことから、名声が高かった。
大同5年（539年）、尚書僕射に上った。大同9年（543年）、宣恵将軍・丹陽尹に転じたが、拝受しないうちに使持節・都督湘桂東寧三州諸軍事・湘州刺史に改めて任じられた。赴任する途中に「南征賦」を作った。
張纘は湘州において、老病者を吏役から解放したり、防人の派遣先を統合したりするなどの負担軽減をはかった。また湘州の境にあたる零陵郡や衡陽郡などでは、莫徭蛮と呼ばれる少数民族が山岳地帯に居住して叛服を繰り返していたが、張纘はその教化に意を用いた。張纘の4年にわたる湘州統治により、流民は郷村に帰り、戸口は10万あまりも増え、州の治安は改善した。
太清2年（548年）、張纘は領軍となり、まもなく使持節・都督雍梁北秦東益郢州之竟陵司州之隨郡諸軍事・平北将軍・寧蛮校尉・雍州刺史に改めて任じられた。河東王蕭誉が自分に代わる湘州刺史として赴任してくると、張纘は年少の王を軽んじて、州府の出迎えは貧相な待遇であった。蕭誉はこのことを憎んで、病と称して張纘に会おうとしなかった。さらに州府の事務を調べて張纘の仕事をあげつらい、張纘を湘州に留めて新たな任地の襄陽（雍州）に向かわせようとしなかった。ときに侯景が建康を攻撃しているとの情報が入り、蕭誉は援軍の準備をはじめた。荊州刺史の湘東王蕭繹もまた建康の援軍に向かうべく、軍を郢州の武城に駐屯させていたが、張纘は「河東王が荊州を襲撃しようと準備しております」と、手紙で蕭繹に急報した。蕭繹がこれを信じて軍を江陵に返したので、蕭繹と蕭誉のあいだは険悪になった。
まもなく張纘は部下を捨てて、ふたりの娘とともに江陵に赴いた。蕭繹は使者を派遣して蕭誉を譴責し、張纘の部下を江陵に呼び寄せさせた。部下たちがやってくると、張纘はようやく襄陽に向けて出発したが、前雍州刺史の岳陽王蕭詧がまだ襄陽を離れておらず、城西の白馬寺に居住していた。太清3年（549年）、侯景の反乱軍が建康を陥落させたと聞くと、蕭詧は交代を受け入れようとしなかった。雍州助防の杜岸が西山で義兵を集めるよう張纘に勧めると、張纘はこれを信じて、杜岸と義兄弟の盟約を結び、席引らとともに西山に入った。ところが杜岸は張纘が反乱を起こしたと蕭詧に知らせた。杜岸は蕭詧の命を受けて張纘を討つべく派遣された。張纘はまだ杜岸を信じていたため、杜岸が軍を率いてやってくると大喜びして合流し、あっさりと捕らえられた。張纘は連行されて獄に繋がれた。まもなく張纘は迫られて髪を剃り、道人となった。
蕭詧が挙兵して江陵を襲撃すると、張纘は馬車に載せられて後に従った。蕭詧の軍が敗れて退却する途中、張纘は湕水の南で追撃を受けて殺害された。享年は51。元帝が承制すると、張纘は侍中・中衛将軍・開府儀同三司の位を追贈され、諡は簡憲公といった。著作に『鴻宝』100巻、『文集』20巻があった。

## 子女
次子の張希は、字を子顔といい、早くから名を知られた。簡文帝の九女の海塩公主を妻に迎え、承聖初年に黄門侍郎に上った。
娘は後梁の明帝の皇后張氏。

## 伝記資料
- 『梁書』巻34 列伝第28
- 『南史』巻56 列伝第46